# Blommersia angolafa
A Blommersia angolafa a kétéltűek (Amphibia) osztályába, a békák (Anura) rendjébe és az aranybékafélék (Mantellidae) családjába tartozó faj.

## Nevének eredete
Nevét a malgas angolafa avagy angolafao szóból alkották, mellyel a helyi Betsimisaraka lakosok a Dypsis nemzetségbe tartozó pálmákra hivatkoznak, utalva ezzel a békafaj élőhelye és a pálmák közötti szoros kapcsolatra.

## Előfordulása
Madagaszkár endemikus faja. A sziget északkeleti partvidékén, Ambatovaky, Betampona, Masoala és Zahamena parkjaiban és természetvédelmi területein, 90–508 m-es tengerszint feletti magasságban elterülő, Dypsis pálmafajokkal benőtt trópusi esőerdőkben honos.

## Megjelenése
Kis méretű békafaj, testhossza 17–21 mm. Ujjai végén nagy méretű korongok találhatók. Szine a sárgás világos barnától a sötétbarnáig terjed, oldalán világoskékes pettyekkel, ujjai vége szintén világoskék. A faj nemi dimorphiát mutat, a hímek különböznek a nőstényektől, az előbbiek színe világosabb, míg a nőstények barnásabbak.

## Természetvédelmi helyzete
A Blommersia angolafa faj egyedeit eddig csak a Dypsis pálmafajok levelei közt kialakult vízzel megtelt fészkekben figyelték meg. A Dypsis pálmákat a fakitermelés és erdőirtás jelentősen érinti, ez a fajra potenciális veszélyt jelent. Ennek ellenére a vörös lista a nem veszélyeztetett fajok között tartja nyilván.